# 王相如
王相如，山东莱芜人，是一名清朝政治人物。贡生出身。
王相如曾于1662年接替潘师质任嘉定县知县一职，1664年由余敏接任。